# فرد جونستون (شاعر)
فرد جونستون (بالإنجليزية: Fred Johnston)‏ هو كاتب ومترجم وشاعر بريطاني، ولد في 1951 في بلفاست في المملكة المتحدة.